# 맥마스터 대학교
맥마스터 대학교(McMaster University 또는 McMaster)는 캐나다 온타리오주 해밀턴에 위치한 연구 중심 공립대학교이다. 사회과학과 의학이 유명하다.

## 역사
맥마스터 대학교는 1887년 토론토 대학 침례교 학과 교육을 실시하는 Woodstock College 와 합병되면서 설립되었다. McMaster University 의 교명은 우드스탁 컬리지에 거액을 투자한 사업가이자 상원의원 이었던 윌리엄 맥마스터(William McMaster, 1811-1887 )의 이름을 기리기 위해 붙여졌다. 1930년, 토론토에서 해밀턴 시로 본교를 옮기게 되는데 해밀턴의 후원자들이 기부금과 부지를 제공 하지 않았더라면 토론토 대학의 한 컬리지로서 합병될 수도 있었다. 1930년 이후에는 하나의 독립된 대학으로써 자리를 잡아갔으며 제2차 세계 대전 이후에는 빠른 속도로 발전하는 과학 기술에 부응 하기 위해서 침례교회를 벗어나 학문중심의 대학으로 거듭나게 된다.
맥마스터 대학병원은 캐나다 공공 건물 중 가장 큰 건물에 속한다. 이 대학병원 맥마스터 대학교 생명과학 연구소와 직접적으로 연결되어 있고 최첨단 시설을 갖춘 병원으로 활발한 의학 연구가 전개되고 있다.

## 교육과 연구

### 평가
2012년도 Maclean's지는 맥마스터 대학을 캐나다 6위에 랭크시켰다.

#### 의예과/의대 순위
- QS 세계 대학 랭킹 2013년도 의학 랭킹 부문에서는 세계 42위, 캐나다 대학 중 4위를 기록했으며 타임스 고등교육 세계 대학 랭킹의 2013-2014 의학 랭킹 부문에서는 세계 26위, 캐나다 대학 중 3위를 기록했다.